# Western & Southern Open 2022
Western & Southern Open 2022 — тенісний турнір, що проходив на кортах з твердим покриттям у місті Мейсон, США з 15 до 21 серпня. Належав до категорій ATP Masters 1000 та WTA 1000, був турніром серії Мастерс Цинциннаті 2022 року.

## Фінальна частина

### Чоловіки, одиночний розряд
Борна Чорич —  Стефанос Ціціпас 7–6(7–0), 6–2

### Жінки, одиночний розряд
Каролін Гарсія —  Петра Квітова 6–2, 6–4

### Чоловіки, парний розряд
Ражів Рам /  Джо Солсбері —  Тім Пюц /  Майкл Вінус 7–6(7–4), 7–6(7–5)

### Жінки, парний розряд
Людмила Кіченок /  Олена Остапенко —  Ніколь Меліхар /  Еллен Перес 7–6(7–5), 6–3